# Prawosławie w Chinach

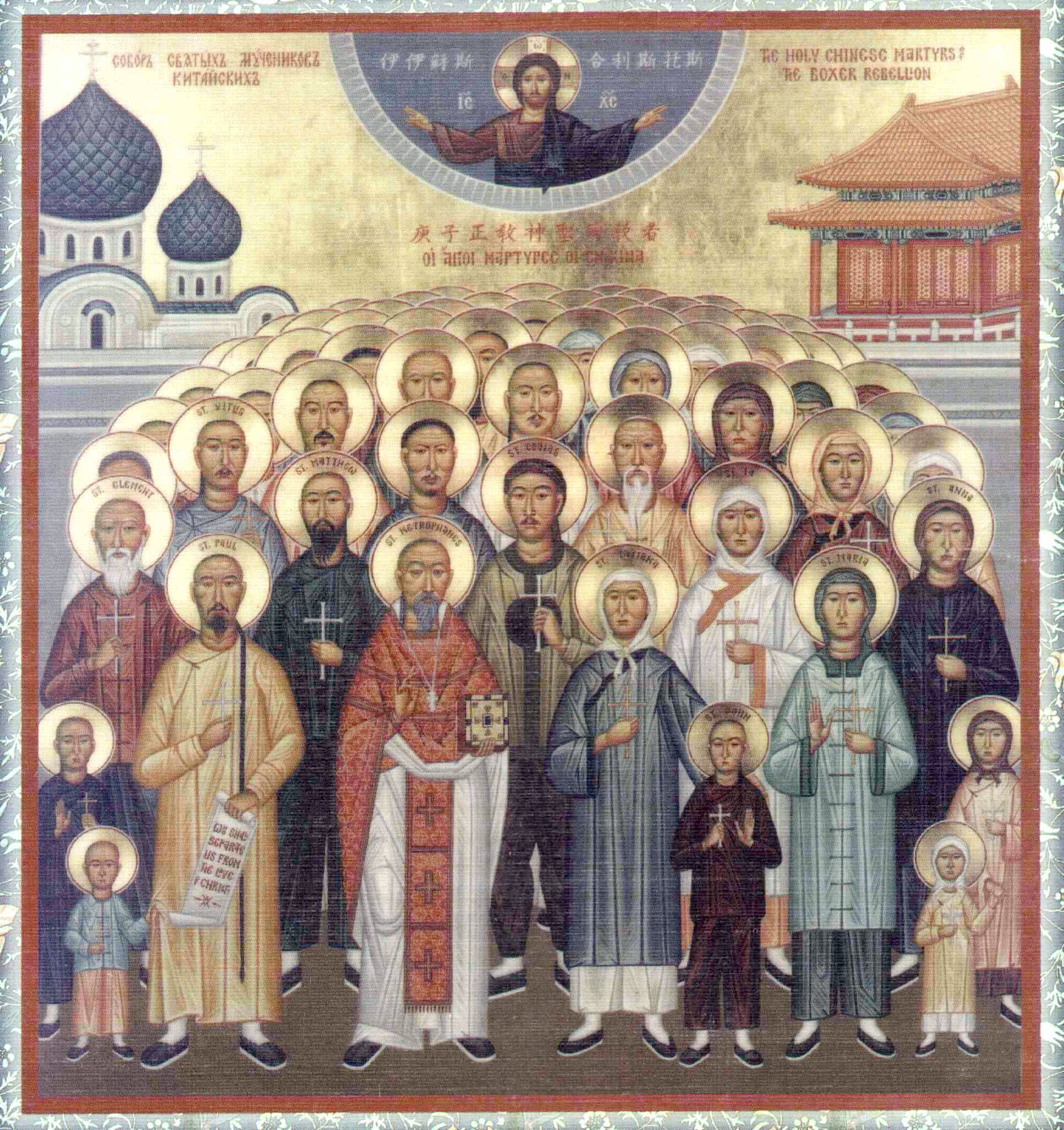
Ikona Soboru Świętych Nowomęczenników Chińskich

Obecność prawosławia w Chinach jest związana z prowadzoną w tym kraju działalnością misyjną Rosyjskiego Kościoła Prawosławnego. Początkowo była ona ukierunkowana na zaspakajanie potrzeb religijnych Rosjan żyjących stale lub czasowo na terytorium Chin. Z czasem misjonarze zaczęli tłumaczyć księgi liturgiczne na język chiński i odprawiać nabożeństwa w tym języku w celu przyciągnięcia do prawosławia Chińczyków. Działalność misji była związana z polityką zagraniczną Imperium Rosyjskiego i miała przyczyniać się do umacniania wpływów rosyjskich na Dalekim Wschodzie. 
Po powstaniu Chińskiej Republiki Ludowej misja rosyjska stopniowo zaprzestała działalności, zaś większość prawosławnych Rosjan opuściła kraj. Przetrwał jednak autonomiczny Chiński Kościół Prawosławny, poddany – podobnie jak inne związki wyznaniowe – gwałtownym prześladowaniom w czasie rewolucji kulturalnej. Liczba jego obecnych wyznawców jest szacowana między dziewięcioma a szesnastoma tysiącami wiernych; Kościół nie posiada hierarchii. 
Równolegle działającą na terenie Chin strukturą jest Metropolia Hongkongu i południowo-wschodniej Azji w jurysdykcji patriarchy Konstantynopola. 

## Rosyjski Kościół Prawosławny

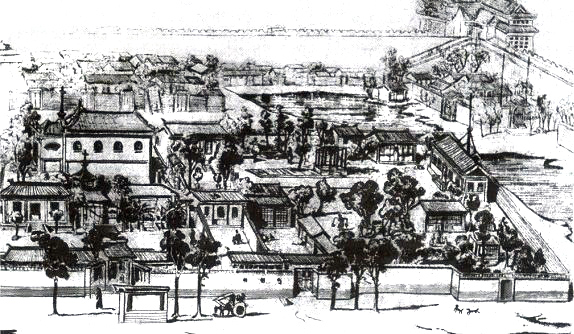
Pierwsza siedziba rosyjskiej misji prawosławnej w Chinach, widok z 1850

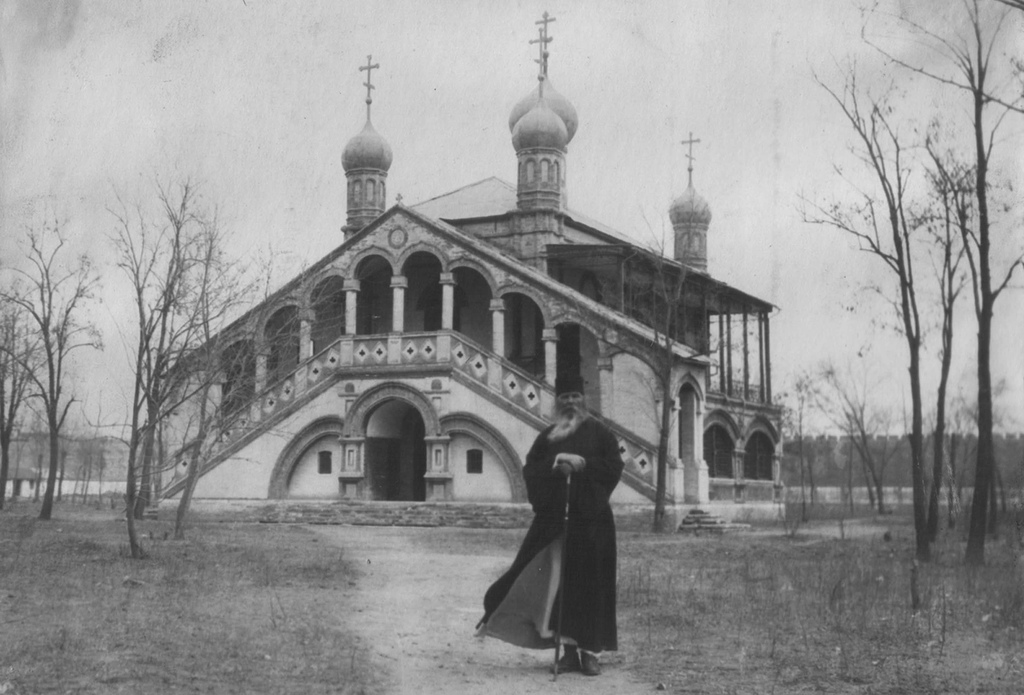
Jeden ze zwierzchników misji rosyjskiej, Innocenty (Figurowski), na tle cerkwi św. Nowomęczenników Chińskich

### Misja
Pierwsza cerkiew prawosławna w Chinach jest wzmiankowana w 1685. Szerzej zakrojona działalność misyjna była jednak możliwa dopiero po 1727, kiedy na mocy traktatu w Kiachcie praca duszpasterska kapłanów prawosławnych stała się w Chinach legalna.  
Do 1858 misja pełniła równocześnie zadania placówki dyplomatycznej, gdyż Imperium Rosyjskie nie posiadało w Pekinie swojej ambasady. Po wymienionej dacie kapłani wchodzący w skład misji zorientowali swoją działalność na próby nawracania ludności chińskiej. Rząd rosyjski przekazywał znaczne sumy pieniędzy na wznoszenie cerkwi na terytorium Chin. Prawosławni w mniejszym stopniu niż misjonarze katoliccy i protestanccy byli obiektem wrogości ze strony Chińczyków. Dopiero w czasie powstania bokserów obiekty misji zostały zniszczone w nocy 11 czerwca 1900, zaś jej zwierzchnik archimandryta Innocenty (Figurowski) z innymi kapłanami i częścią wiernych schronił się w ambasadzie rosyjskiej. Spośród prawosławnych Chińczyków i Rosjan 222 osoby zostały zamordowane w czerwcu 1900. Ofiary te zostały następnie kanonizowane jako nowomęczennicy chińscy. Po tych zniszczeniach oberprokurator Świętego Synodu Konstantin Pobiedonoscew zalecał zamknięcie misji, ale ostatecznie zdecydowano o jej odbudowie. Praca misyjna była jednak prowadzona na znacznie mniejszą skalę.
Liczba Chińczyków, którzy pod wpływem działalności misjonarzy rosyjskich przeszli na prawosławie, szacowana była w 1916 na sześć tysięcy. W 1949 miało być ich 10 tys. Dodatkowo ks. Dionizy Pozdniajew szacuje liczba czynnych cerkwi na 106. Działalność misji zamarła po powstaniu Chińskiej Republiki Ludowej. Została ona oficjalnie zamknięta w 1955. Owocem jej działalności było jednak powstanie autonomicznego Chińskiego Kościoła Prawosławnego. Misja rosyjska założyła również jedną parafię w Hongkongu i na Filipinach. 

### Chiński Kościół Prawosławny

#### Okoliczności powstania

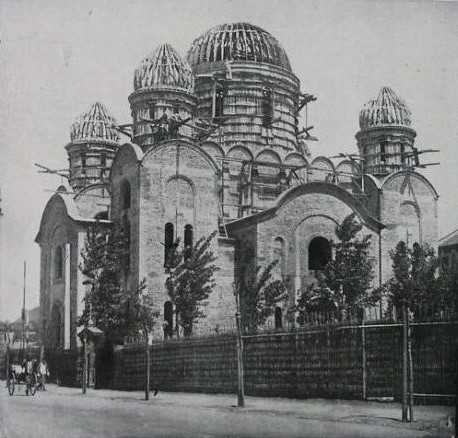
Sobór Ikony Matki Bożej „Wstawienniczka Za Grzesznych” w Szanghaju

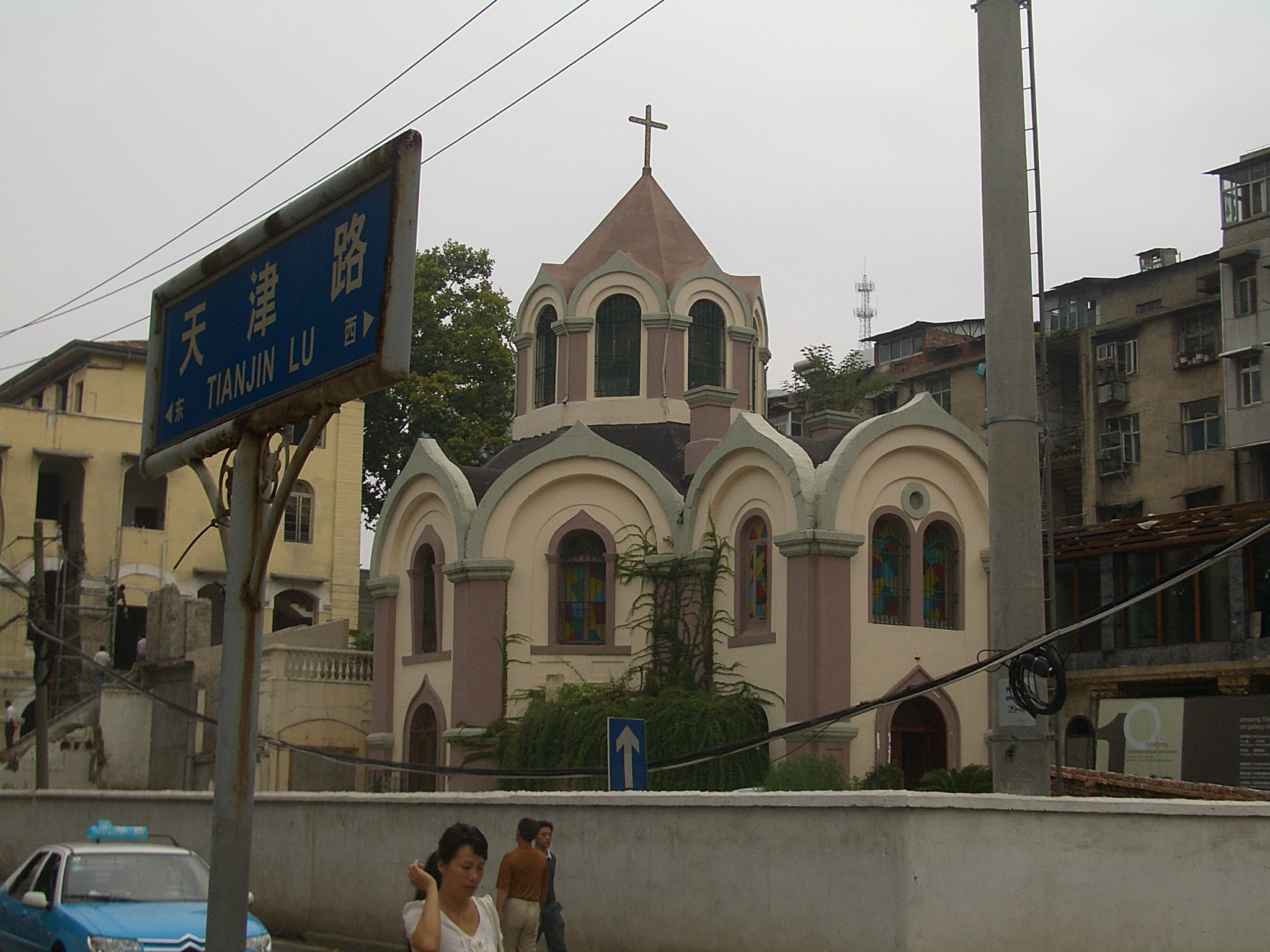
Cerkiew św. Aleksandra Newskiego w Hankou, wzniesiona przez misjonarzy rosyjskich, zaadaptowana na cele świeckie

26 października 1945 rosyjska misja prawosławna w Chinach dała początek Metropolii Chin i Korei, która z kolei 11 czerwca 1946 uzyskała status półautonomicznego Egzarchatu Azji Wschodniej. Misja nie została jednak zlikwidowana, działając równolegle z Egzarchatem, którego siedzibą był Harbin. Działalność Rosjan została znacząco utrudniona przez nieprzychylny stosunek Kuomintangu, który uważał rosyjskich misjonarzy za potencjalnych szpiegów radzieckich. 
W 1950 patriarcha moskiewski Aleksy I stwierdził, że konieczna jest znacząca zmiana priorytetów działania misji i Egzarchatu. Stwierdził on, że w ciągu dziesięciu lat powinien sformować się Chiński Kościół Prawosławny, w którym służyliby kapłani i mnisi narodowości chińskiej. Zintensyfikowano wówczas prace nad tłumaczeniami tekstów religijnych na język chiński, zaś w Pekinie powstała szkoła katechetyczna. 23 czerwca 1950 pierwszy Chińczyk został przyjęty do monasteru. Jesienią tego samego roku arcybiskup pekiński Wiktor (Swiatin) wyświęcił pięciu kapłanów tej narodowości. Działania te były ukierunkowane na całkowite usamodzielnienie się hierarchii kościelnej chińskiego prawosławia.
Od 1951 działanie misji było poważnie utrudnione przez restrykcje ze strony władz. W latach 1951–1952 kolejno zabroniono wydawania pism prawosławnych oraz innych publikacji i ograniczono możliwości działania na terenie kraju przez osoby z obywatelstwem zagranicznym, w tym Rosjan. Mimo tego w 1952 biskup Szanghaju Szymon (Du) podjął, bez konsultacji z patriarchatem moskiewskim, działania na rzecz natychmiastowego powołania autonomicznego Kościoła Chińskiego. Jego plany pokrzyżowała jednak fala wyjazdów Rosjan, stanowiących istotną część prawosławnych wiernych w Chinach, z tego kraju. Latem 1954 według raportu tego samego biskupa w Szanghaju pozostało jedynie 200 Rosjan (danych o innych regionach brakowało), zaś jedynym źródłem utrzymania organizacji kościelnej było wsparcie materialne z Moskwy. 
30 czerwca 1954 Synod Rosyjskiego Kościoła Prawosławnego ostatecznie zakończył działalność rosyjskiej misji prawosławnej w Chinach. Ostatni misjonarz opuścił ten kraj w roku następnym. Pozostali w kraju nieliczni wierni mieli uzyskiwać opiekę duszpasterską na zasadach podobnych, jak diaspora rosyjska, którą opiekował się Zachodnioeuropejski Egzarchat Parafii Rosyjskich. Nie zrealizowano jednak sugestii arcybiskupa Wiktora (Swiatina), by powołać podobny Egzarchat Chin i Azji Wschodniej. W tym momencie majątek misji tworzyły jeszcze 73 świątynie lub kaplice.
W sierpniu 1955 delegacja patriarchy Moskwy przybyła do Pekinu w celu ustalenia losów mienia pomisyjnego, jakie miało przejść na własność państwa chińskiego. W tym czasie faktyczna działalność parafii zorganizowanych przez misję była już w dużej mierze poza kontrolą Rosyjskiego Kościoła Prawosławnego. 11 października 1955 ogłoszona została decyzja o nieodpłatnym przekazaniu państwu chińskiemu całego majątku misji. Patriarchat miał nadzieję, że takie postawienie sprawy wykaże brak antypaństwowych zamiarów prawosławnych i przyczyni się do ich lepszego traktowania w przyszłości. 
W czasie pobytu delegacji rosyjskiej w Pekinie archimandryta Bazyli (Yao) otrzymał nominację na biskupa, stając na czele Chińskiego Kościoła Prawosławnego, podległego Rosyjskiemu na zasadzie autonomii. Jego wybór i reorganizacja struktur prawosławnych w kraju została zaakceptowana przez Radę Państwa 24 kwietnia 1956.

#### Utrata hierarchii
W 1962 zmarł biskup pekiński Bazyli (Yao), a w trzy lata później Szymon (Du). Ze względu na sytuację w Chinach dokonanie wyboru ich następców – bądź podjęcie pracy duszpasterskiej przez hierarchów narodowości rosyjskiej – było niemożliwe. Od tego momentu Chiński Kościół Prawosławny nie posiada własnej hierarchii biskupiej. Niemal całkowite zniszczenie Kościoła przyniosła rewolucja kulturalna. Cerkwie prawosławne oraz kapłani i wierni ulegli, podobnie jak inni chrześcijanie, gwałtownym prześladowaniom. Szereg świątyń zostało zniszczonych, a księży – zamordowanych. Dalsze praktyki religijne musiały odbywać się w podziemiu, na bardzo ograniczoną i trudną do oszacowania skalę. W 1978 nowa konstytucja Chińskiej Republiki Ludowej wymieniała pięć legalnych religii – islam, buddyzm, taoizm, katolicyzm i protestantyzm. Prawosławie do tej pory nie jest zatem uznawane przez władze, a jedynie tolerowane w niektórych regionach jako religia mniejszości rosyjskiej.

#### Ożywienie

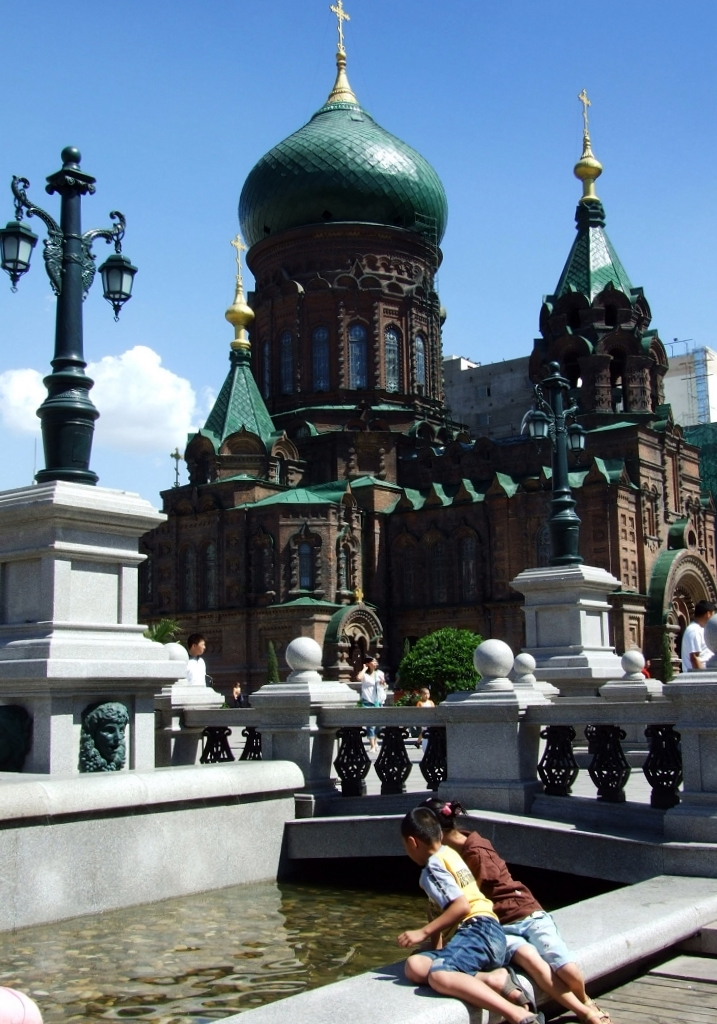
Sobór św. Zofii w Harbinie

W latach 80. XX wieku władze pozwoliły na otwarcie lub odbudowę pojedynczych cerkwi, nie zawsze pozwalając jednak na powołanie w danym miejscu parafii. Inne świątynie, jak sobór św. Zofii w Harbinie lub sobór Ikony Matki Bożej „Wstawienniczka Za Grzesznych” w Szanghaju, zostały odnowione z przeznaczeniem na cele muzealne lub kulturalne. 31 sierpnia 2009 w Labdarinie poświęcono pierwszą od czasów prześladowań prawosławnych wolno stojącą budowlę sakralną – cerkiew św. Innocentego Irkuckiego. Wcześniej, w 1997, Rosyjski Kościół Prawosławny zobowiązał się do zapewnienia – w miarę możliwości – opieki duszpasterskiej wszystkim wyznawcom tej religii w Chinach, wobec sytuacji, w jakiej znalazł się podległy mu Kościół chiński. 
W 2006 liczba prawosławnych żyjących w Chinach była szacowana na 16 tys., z tego 400 osób w stolicy kraju. Według szacunków z 2009 liczba ta mogła wynosić od 9 do 15 tys.. Mimo dalszego nieuznawania religii przez władze po 1990 możliwe było wydawanie publikacji religijnych w języku chińskim oraz oficjalne wizyty hierarchów prawosławnych z Rosyjskiego Kościoła Prawosławnego i Patriarchatu Konstantynopolitańskiego. W 2009 otwarta została, po gruntownym remoncie, najważniejsza ongiś świątynia rosyjskiej misji w Chinach – cerkiew Zaśnięcia Matki Bożej w Pekinie. W 2010 istniały cztery placówki duszpasterskie, gdzie prawosławne nabożeństwa mogły być odprawiane legalnie. Jednak z powodu braku kapłanów chińskich miały one miejsce tylko wtedy, gdy do kraju przybył duchowny prawosławny z zagranicy. Chińczycy wyznania prawosławnego mogą podejmować studia w rosyjskich seminariach i akademiach duchownych, jak również przyjmować w Rosji święcenia kapłańskie, nie mają jednak możliwości powrotu do kraju i stałego administrowania parafiami poza rosyjskimi placówkami dyplomatycznymi.
W 2010 ks. Dionizy Pozdniajew, proboszcz parafii Świętych Piotra i Pawła w Hongkongu, w wywiadzie dla portalu Interfax zaapelował do Patriarchatu Moskiewskiego o większe zaangażowanie na rzecz prawosławia w Chinach. Podkreślał, że grupy prawosławnych żyją nie tylko w miejscach, gdzie istnieją już otwarte cerkwie. Twierdził również, że praca misyjna w Chinach ma wielkie perspektywy, jednak dla jej pełnego rozwinięcia potrzebne jest kształcenie nowych kadr oraz szersze wsparcie instytucji Cerkwi rosyjskiej.
W 2013 po raz pierwszy w historii Chiny odwiedził patriarcha moskiewski i całej Rusi Cyryl.

## Patriarchat Konstantynopolitański
Od 2008 terytorium Chin oficjalnie znajduje się równolegle w jurysdykcji Patriarchatu Konstantynopolitańskiego, w obrębie Metropolii Hongkongu i południowo-wschodniej Azji. Obecnie jednak struktura ta prowadzi na terenie tego kraju tylko jedną parafię – św. Łukasza w Hongkongu. Dołączenie terytorium Chińskiej Republiki Ludowej do terytorium metropolii Patriarchatu Konstantynopolitańskiego spotkało się z protestami Rosyjskiego Kościoła Prawosławnego, którego Synod biskupów w specjalnym oświadczeniu oskarżył Patriarchat Konstantynopolitański o pogwałcenie praw Chińskiego Kościoła Prawosławnego poprzez podjęcie działań na terytorium objętym tradycyjnie jego kanoniczną jurysdykcją. W swojej odpowiedzi przedstawiciele metropolii podkreślali, że pojedynczy misjonarze Patriarchatu Konstantynopolitańskiego działali w Chinach już wcześniej, zaś przekształcenia w strukturze Patriarchatu mają jedynie ułatwić tę pracę. Podważono również fakt przynależności Chin do jednej jurysdykcji.